# 油麻地站
- 關於昔日九廣鐵路（英段）油蔴地火車站，請見「旺角東站」。
- 關於英國的「Waterloo Station」，請見「滑鐵盧站」。

油麻地站（英語：Yau Ma Tei Station）位於香港九龍油尖旺區油麻地彌敦道與窩打老道交界，是港鐵觀塘綫與荃灣綫的鐵路車站，也是轉車站，於1979年12月22日啟用。在觀塘綫延綫啟用前，油麻地站曾為觀塘綫的西行終點站。

## 車站結構
油麻地站分為三層，L1層是車站大堂，L2層是荃灣綫月台，L3層是觀塘綫月台。

### 樓層
|                   |   | 荃灣綫往荃灣（旺角） | 1 |  |
| 島式 · 開右邊车门 |   |                      |   |  |
|                   | 2 | 荃灣綫往中環（佐敦） |   |  |

|                   | 4 | 觀塘綫往黃埔（何文田） |   |  |
| 島式 · 開左邊车门 |   |                        |   |  |
|                   |   | 觀塘綫往調景嶺（旺角） | 3 |  |

### 大堂
油麻地站大堂設於L1層，而大堂內亦設有車站商店及自助設施，包括便利店、麵包糕餅店、時裝店、自動櫃員機港鐵「數碼服務站」等。
另外，油麻地站大堂及月台均有由電訊盈科提供的Wi-Fi熱點，乘客可透過任何配備Wi-Fi功能的電子器材接駁互聯網。
- 車站大堂（2024年8月）
- 車站大堂，近客務中心（2024年8月）
- 連接大堂及月台的樓梯與升降機以及車站洗手間[註 2]（2022年12月）

### 月台
油麻地站設有4個月台，並以兩層的島疊式月台排列。當中位於L2層的上層月台為荃灣綫月台；而L3層的下層月台則為觀塘綫月台。
在規劃修正早期系統之時，由於已考慮到日後與荃灣綫的轉乘安排（主要使用太子站及旺角站），並需要縮短原有觀塘綫；同時須在旺角站下行方向加設調頭路軌（即油麻地站以北的交叉渡線起開始），但由於兩站距離太近，該調頭路軌地理上已在油麻地站原有月台以下興建，因此前地鐵在興建車站時特别多建一層月台以疏導乘客。
另外，由於行車走線設計問題，車站觀塘綫月台則採用靠右駛的行車通行方向，有別於其他路段的靠左駛行車通行方向。而當觀塘綫延綫通車後，列車會繼續以靠右駛的行車通行方向前往何文田站及黃埔站。
- 荃灣綫1、2號月台（2022年5月）
- 觀塘綫3、4號月台（2022年5月）

### 出入口
|                                     |          | |      |
|                                     |          | |      |
| 編號                                | 指示     | 建議前往的目的地 | 圖片 |
| 出口 · A · 1 · 轮椅升降台标志       | 碧街     | 碧街、艾麗大廈、太極軒393、登打士街、創興廣場、家樂坊、砵蘭街、富運商業中心、銀座廣場、協群商業大廈、香港哮喘會病人資源中心、香港旺角希爾頓花園酒店、香港旺角智選假日酒店、旭逸酒店 (旺角)、九龍行、LADDER Dundas、歐美廣場、One Dundas Serviced Apartments、上海街視藝空間、東南樓藝術酒店 |      |
| 出口 · A · 2 · 盲道标志             | 碧街     | 碧街、壹零捌館、城景國際、仕德福酒店、Tribute Hotels、家樂坊、登打士廣場、東華三院文物館、女人街、現時點購物商場、信和中心、兆萬中心、周大福商業中心、香港中華基督教青年會、登打士街、旺角捐血站、保良局盧邱玉霜耆暉中心、廣華醫院、羅裕積小學 |      |
| 出口 · B · 1                        | 砵蘭街   | M1油麻地酒店、美迪寧廣場、彌敦道、窩打老道 |      |
| 出口 · B · 2                        | 砵蘭街   | 砵蘭街、油麻地戲院、富榮花園、海富苑、窩打老道8號、香港理工大學西九龍校園、新填地街、上海街、窩打老道、生果批發市場、油蔴地天主教小學（海泓道） |      |
| 出口 · C · 盲道标志                 |          | 文明里、鴉打街、卜維廉賓館、九龍王子酒店、海景絲麗酒店、紅茶館酒店、香港逸東酒店、太極軒279、CASA HOTEL、百老滙電影中心、中港薈、天后廟、香港浸信會聯會專業書院、明愛社區書院、明愛服務中心、中華基督教會灣仔堂基道學校、政府合署、房協展覽中心、梁顯利社區中心、HOME EM 支援服務中心(油尖旺)、玉器市場、油麻地街市、賽馬會分科診所、香港欖球總會京士柏運動場、天文台氣象站、匯縱專業發展中心、廟街、廟街市集、玉器街、救世軍總部、土地審裁處、御金·國峯、爵士花園、油麻地公共圖書館、油麻地天主教小學、油麻地街坊會學校、油尖旺多元文化活動中心、青年會京士柏百週年紀念中心、香港女童軍總會、廉政公署、駿發花園、循道中學 |      |
| 出口 · D                            | 窩打老道 | 窩打老道、香港中華基督教青年會、消防局、女青年會－峰景軒、基督教香港信義會信義中學、九龍維景酒店、彌敦行、香港培正小學、香港培正中學、基督教香港信義會真理堂、華仁書院（九龍）、循道衛理楊震社會服務處、真光女書院 |      |
| 往窩打老道                          |          | |      |
| 註： 設有 \| 設有 \| 設有輪椅升降台 |          | |      |

### 車站藝術
油麻地站設有一幅畫，位於車站大堂。

#### 藝術概覽
| 油麻地站藝術品概覽 | 油麻地站藝術品概覽 | 油麻地站藝術品概覽 | 油麻地站藝術品概覽 | 油麻地站藝術品概覽 | 油麻地站藝術品概覽 |
| 圖片               | 藝術品             | 藝術家             | 位置               | 完成日期           |                    |
| ------------------ | ------------------ | ------------------ | ------------------ | ------------------ | ------------------ |
|                    | 《我的家》         | 朱紅（中國）       | 車站大堂           | 2003年6月          |                    |

## 歷史

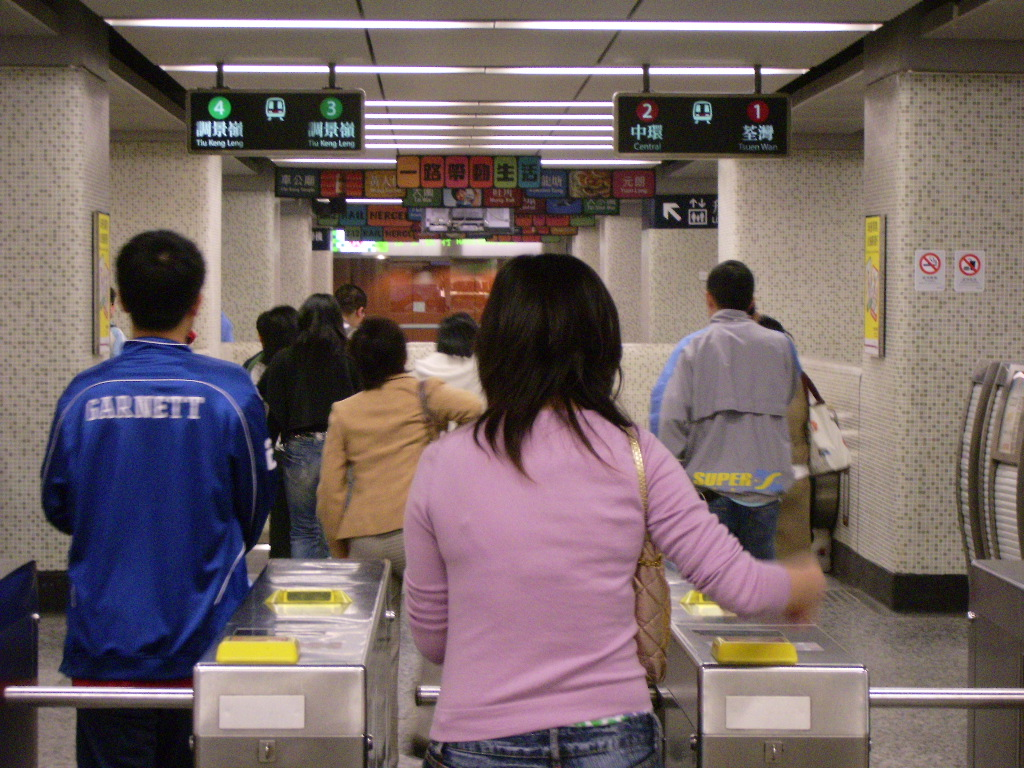
由大堂至月台的扶手電梯，可看見觀塘綫延綫啟用前車站的月台配置（2007年12月）

### 通車
油麻地站的承建商為金建利組合公司（包括金門（香港）有限公司、基亞集團及麗萊有限公司）。1979年12月16日，修正早期系統由石硤尾站延長至尖沙咀站，但油麻地站則延至同月22日啟用。油麻地站啟用時只使用現時的上層月台；後來在荃灣綫通車前的1982年4月26日，地鐵公司率先將修正早期系統分拆為荃灣綫及觀塘綫，以旺角站作為轉車站，才啟用下層月台，以便乘客熟習。而荃灣綫亦於同年5月17日全綫通車。

### 命名
在地鐵修正早期系統通車初期，位於彌敦道的五個車站，除了尖沙咀站外，其餘四站的英文名稱都是以所在街道命名，而當時油麻地站的英文名稱為「Waterloo」，取自該站所在的窩打老道的英文名稱。至1985年5月31日英文名稱改為油麻地的英文拼音「Yau Ma Tei」。

1967年地底集體運輸系統路線圖建議方案，「窩打老」即今油麻地站

### 翻新工程

車站月台舊貌，當中月台柱則採用法國國旗配色

前地鐵公司在2000年代初發現油麻地站大堂和月台多處的牆身紙皮石被發現出現多道裂縫，相信是車站呈現老化的現象，於是其在2003年開始為車站進行翻新工程，並於2005年10月完工。相關工程將月台上原有的紅、白、藍代表法國國旗上三色的紙皮石被完全移走並統一更換為淺灰色。

### 更換及加建升降機
油麻地站連接大堂及月台的原有升降機屬舊式油壓型號，港鐵已於2015年8月17日開始停用該升降機，以更換成較新型號，並於2016年4月23日重投服務。
另外，港鐵亦於窩打老道西行慢線近禮基大廈安裝一部連接大堂至地面的乘客升降機。受影響道路將於2013年7月8日起封閉部份行車線及行人路，整項工程於2016年下半年完成，升降機並於同年12月29日啟用。

### 觀塘綫延綫
2002年12月，前地鐵公司建議把觀塘綫從油麻地站向東延伸至黃埔，並於2008年3月經行政會議批准對觀塘綫延綫進行進一步規劃及設計，並於2011年開始動工興建。
在興建觀塘綫延綫前，觀塘綫3、4號月台的越位隧道本身均設有儲車軌，如有故障的列車可安排其進入停泊，以免影響觀塘綫運作，亦因此有關儲車軌在平日均不會被使用，有關軌道伸延至加士居道與彌敦道交界處附近，並另設有兩段共長約70米（分別長約50米及約20米）以及直徑約2.5米的電纜隧道。有關路段在觀塘綫延綫通車後，已成為油麻地站至何文田站行車隧道的一部分。
- 觀塘綫延綫通車前觀塘綫月台配置

| L3                             | 觀塘綫月台 | \| \| \| 觀塘綫往調景嶺（旺角） \| 3 \| \| \| 島式 · ↑開左邊车门 ↓開右邊车门 \| \| \| \| \| \| \| \| 觀塘綫往調景嶺（旺角） \| 4 \| \| |   |  |
|                                |            | 觀塘綫往調景嶺（旺角） | 3 |  |
| 島式 · ↑開左邊车门 ↓開右邊车门 |            | |   |  |
|                                |            | 觀塘綫往調景嶺（旺角） | 4 |  |

而在觀塘綫延綫通車前，因應行車走線設計問題，油麻地站的4號月台路軌直接連接旺角站3號月台（上行）的路軌，反之亦然；而當延綫通車後，油麻地站會成為觀塘綫的中途站，兩個方向的列車必須各自擁有獨立車道，且不能像以往般不固定地進出車站3、4號月台，不然對頭列車將有機會在舊有掉頭軌道交錯。為保障行車安全及班次穩定，港鐵於2016年6月11日起為油麻地站3、4號月台互換月台編號。而由同年8月21日直至觀塘綫延綫啟用前，乘客只能於3號月台乘搭前往調景嶺站沿途各站的列車；而4號月台則改為落客專用，列車於車站4號月台清客後繼續前往何文田站及黃埔站，再折返至油麻地站3號月台起載。
隨着觀塘綫延綫的啟用，車站於2016年10月23日凌晨約1時04分開出最後一班往調景嶺的列車，油麻地站正式結束作為觀塘綫的西行終點站的歷史。從當日的早上頭班車起，黃埔站取代了油麻地站成為觀塘綫的西行終點站。

### 反修例示威者破壞車站事件
- 2019年9月6日反修例風波示威，晚上11時許，一批反修例示威者破壞油麻地站設施，如打破出入口的玻璃窗、用竹枝敲打燈箱、打碎售票機熒光幕和噴上黑漆、出入口港鐵標誌被拆下，亦有出入口升降機被雜物堵塞及縱火[26][27]。
- 2019年10月6日，港鐵宣佈重開45個車站，由於太子站、旺角站及油麻地站只能選擇其中一個開放，故港鐵選擇了重開油麻地站。然而在當約下午4時半，由於油麻地站受反修例示威者嚴重破壞，油麻地站關閉。後來荃灣綫受嚴重事故而暫停服務，直至10月8日才重開。
- 2019年10月20日，有反修例示威者破壞出入口、港鐵標誌燈箱、圍板和噴漆，並向車站縱火[28]。

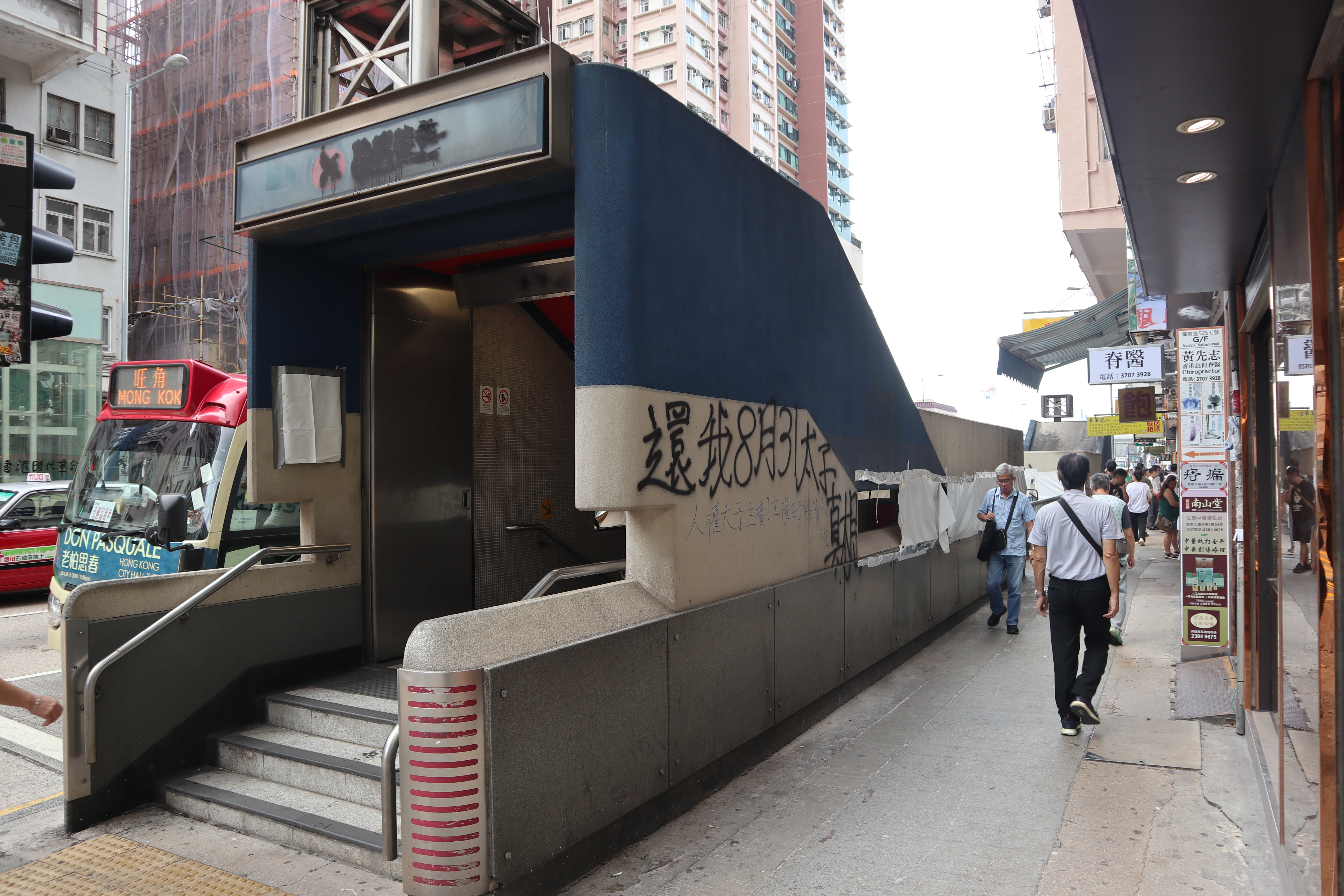
被損毀的B1出口
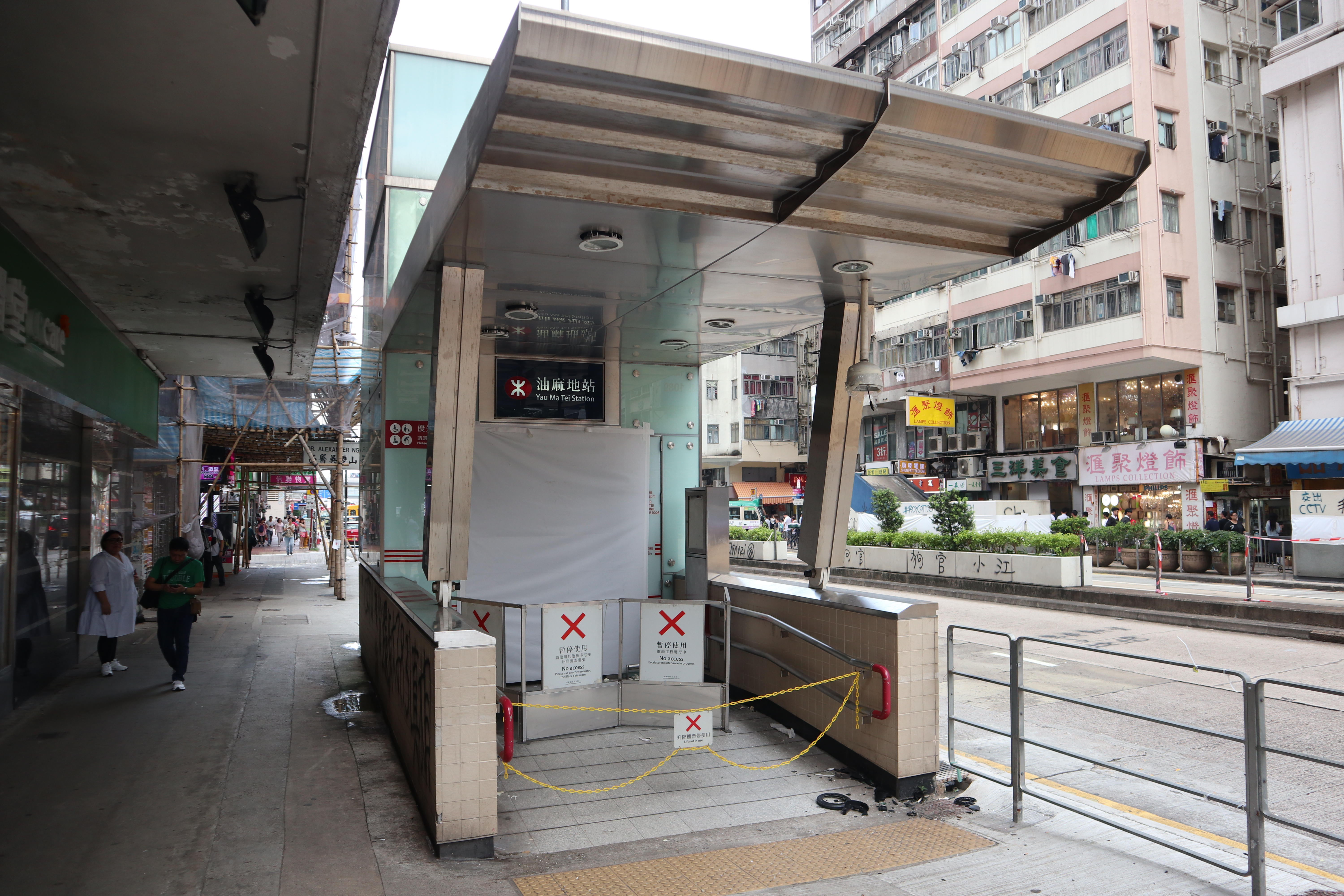
地面升降機因損毀而需要關閉
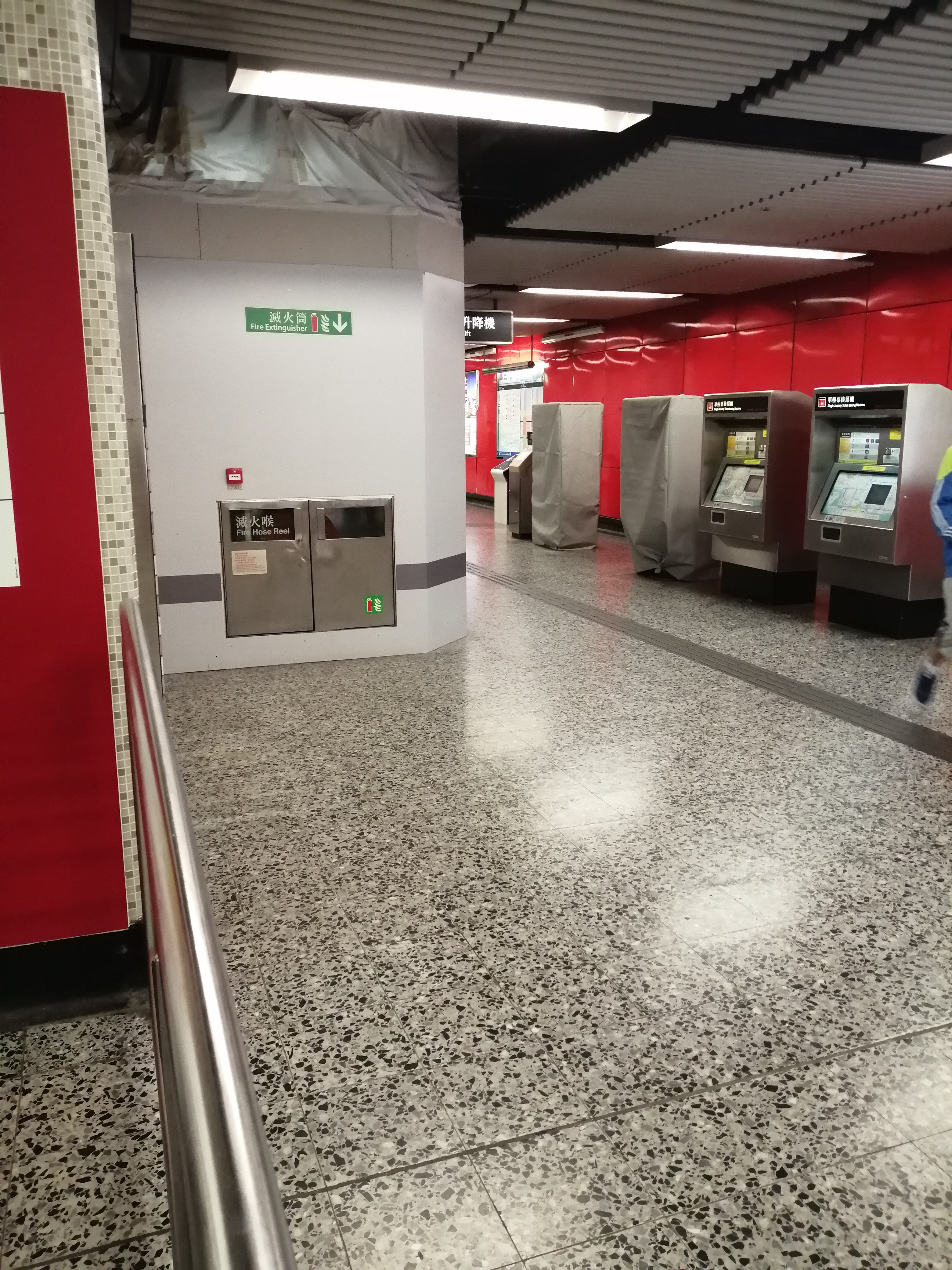
油麻地站遭到反修例示威者破壞的售票機

### 加建洗手間
油麻地站位於閘內升降機旁的車站洗手間和育嬰間於2020年6月29日啟用。

### 更換架空電纜支架
由於此站渡線的電纜支架自1979年通車起未曾更換，且壽命屆滿，港鐵於2024年5月宣佈定於同年7月28日進行更換，當天觀塘綫太子至何文田站間路段需全日停運。

## 意外及重大事件
- 2000年8月24日上午11時左右，患有中度智障與自閉症、不能與他人溝通的15歲男童庾文翰，與其母在油麻地站觀塘綫月台登車時，庾突然跳出車廂並逃離母親，其母隨即向警方報告庾失蹤。同日下午1時29分左右，庾被發現在羅湖邊境管制站，由於庾不能與他人溝通，身上並未有身份證明文件，入境事務處職員誤以為庾是非法入境內地兒童，將庾遞解出境往深圳，其後一直下落不明[來源請求]。
- 2010年10月21日早上約6時43分，一列往中環方向的荃灣綫列車在駛進車站2號月台時突然有架空電纜斷裂，事故導致荃灣綫油麻地站至佐敦站的列車服務暫停，而港鐵雖有安排緊急接駁巴士，然而其於事故期間的應變工作安排不足卻引起大量爭議[34][35][36][37][38]。
- 2022年11月13日上午約9時50分，一列往中環方向的荃灣綫列車在駛進車站2號月台時出軌，列車的第一卡其中兩組車門更飛脫，事故期間須疏散約750名乘客，當中有兩名於事發列車內的乘客受傷，其中一人須送院治理，其後荃灣綫往返茘景站至佐敦站的列車服務暫停[39]，同樣港鐵亦安排免費接駁巴士往返茘景站至佐敦站沿途各站[40][41]。而事故列車直到當晚10時許才移離月台[42]，而荃灣綫佐敦站至荔景站的列車服務於翌日清晨首班車起恢復正常[43][44][45]。

## 都市傳說

### 跳軌女生離奇消失事件
1981年11月10日下午，一列由中環開往觀塘的地鐵列車，駛進油麻地站1號月台時，車長及月台上部份乘客均看見一名身穿校服的十多歲女學生墮軌，車長緊急煞車，但列車仍滑行了一段路並把該女學生捲進車底才停下，同時車長亦感到有物件撞到列車及捲進車底。地鐵職員、警員、消防員和救護員火速到場檢查並展開營救，但無發現死傷者，連血跡也沒有。地鐵公司安排該列車回廠再次檢查車底，仍無發現。此事當時轟動香港社會，更成為都市傳說，鬧鬼之說不脛而走。到底是該女學生大難不死並悄悄離開又無人發現、還是車長及乘客同時出現集體幻覺、還是出現了現今科學未能解釋的現象，一直成謎。

### 月台配色及車站英文舊稱
在車站進行翻新工程前，大堂及月台的支柱上鋪上代表法國國旗的紅、白、藍三色的紙皮石，而早期車站英文名稱為「Waterloo」。

## 流行文化
1987年，香港電影《龍虎風雲》曾於油麻地站取景，乃片中男主角周潤發為擺脫跟蹤而所到之處。

### 引用
1. 1 2 3 4   (PDF). 港鐵公司.   [2024-02-20]. （原始内容存档 (PDF)于2021-03-23）.
2. ↑  P.11. 地下鐵路公司. 《地下鐵路首日通車記念特刊》.
3. ↑  . 港鐵網頁. 港鐵公司.   [2020年2月14日]. （原始内容存档于2016年8月26日） （中文（繁體））.
4. ↑  . 港鐵網頁. 港鐵公司.   [2014年3月4日]. （原始内容存档于2013年9月6日） （中文（繁體））.
5. ↑  MTR Service Update （页面存档备份，存于），2016年6月10日
6. ↑  . 華僑日報. 1979-12-22.
7. ↑  . 華僑日報. 1979-12-23.
8. ↑  . 香港工商日報. 1979-12-23.
9. ↑  . 大公報. 1982-04-26.
10. ↑  . 工商晚報. 1982-04-26.
11. ↑  MTR. . MTR facebook.   [2022-09-05].
12. ↑  港鐵公司. .   [2016-01-29]. （原始内容存档于2016-02-03）.
13. ↑  MTR Service Update. .   [2016-04-23]. （原始内容存档于2021-03-23）.
14. ↑  港鐵公司.  (PDF). 2012年7月  [2013-06-07].[永久]
15. ↑  地政總署.  (PDF).   [2013-06-07]. （原始内容存档 (PDF)于2016-02-03）.
16. ↑  港鐵公司. .   [2016-01-29]. （原始内容存档于2016-02-03）.
17. ↑  港鐵油麻地站新增升降機方便進出車站 （页面存档备份，存于），2017年1月5日，港鐵公司
18. ↑  沙田至中環線及地鐵觀塘線延線 （页面存档备份，存于）（立法會THB(T)CR 10/1016/99號文件）附件F，2008年3月11日，運輸及房屋局
19. ↑  沙田至中環線及地鐵觀塘線延線 （页面存档备份，存于）（立法會THB(T)CR 10/1016/99號文件），2008年3月11日，運輸及房屋局
20. ↑  . 蘋果日報. 2012-06-01  [2012-06-02]. （原始内容存档于2015-06-03）.
21. ↑  港鐵官方Facebook貼文 （页面存档备份，存于），2016年6月11日前
22. ↑  港鐵官方Facebook貼文 （页面存档备份，存于），2016年8月21日前
23. ↑  . 東方日報. 2016-08-10  [2017-09-29]. （原始内容存档于2017-09-29）.
24. ↑  . 東方日報. 2016-10-23  [2016-10-24]. （原始内容存档于2016-10-24）.
25. ↑  . 香港電台. 2019-09-07  [2019-09-07]. （原始内容存档于2019-09-15）.
26. ↑  . 香港01. 2019-09-07  [2019-09-07].
27. ↑  . 巴士的報. 2019-10-20  [2020-02-03]. （原始内容存档于2020-02-03）.
28. ↑  . 點新聞. 2020-06-29.
29. ↑   (PDF). 港鐵公司. 2024-05-08  [2024-05-08]. （原始内容存档 (PDF)于2024-06-06）.
30. ↑  . 香港01. 2024-07-28  [2025-07-23]. （原始内容存档于2025-02-19）.
31. ↑  . now新聞. 2024-05-08  [2025-07-23]. （原始内容存档于2025-01-14）.
32. ↑  . 星島頭條. 2024-05-09.
33. ↑  蘋果日報：港鐵斷電線癱瘓油麻地　玩殘十萬人 2010年10月22日
34. ↑  . 東方日報.   [2010-10-24]. （原始内容存档于2020-04-05）.
35. ↑  . 東方日報. 2010-10-23  [2010-10-24]. （原始内容存档于2020-12-18）.
36. ↑  . 東方日報.   [2010-10-24]. （原始内容存档于2020-12-18）.
37. ↑  . 東方日報. 2010-10-22  [2010-10-24]. （原始内容存档于2020-12-18）.
38. ↑  凌逸德; 韋景全. . 香港01. 2022-11-13  [2022-11-13]. （原始内容存档于2022-11-13）.
39. ↑  . 香港01. 2022-11-13  [2022-11-13]. （原始内容存档于2022-11-13）.
40. ↑  . 獨立媒體. 2022-11-13  [2022-11-13]. （原始内容存档于2022-11-13）.
41. ↑  . Yahoo 新聞. 2022-11-13  [2022-11-13]. （原始内容存档于2022-11-15）.
42. ↑  . 無綫新聞. 2022-11-14  [2022-11-21]. （原始内容存档于2022-11-21）.
43. ↑  . 明報. 2022-11-17  [2022-11-17]. （原始内容存档于2022-11-17）.
44. ↑  . 東網. 2022.11.13. （原始内容存档于2023.3.21）.
45. ↑  . 大公報. 1981-11-11  [2022-05-30]. 原始内容存档于2022-05-30.
46. ↑  林兆榮. . 關鍵評論網. 2016-10-11  [2022-09-05]. （原始内容存档于2022-09-05）.
47. ↑  . 星島頭條. 2024-12-26  [2025-06-06].

## 外部連結
- 港鐵公司－油麻地站位置圖 （页面存档备份，存于）
- 港鐵公司－油麻地站街道圖 （页面存档备份，存于）
- 港鐵公司－油麻地站列車服務時間 （页面存档备份，存于）